# Chariesthes obliquevittata
Chariesthes obliquevittata är en skalbaggsart som beskrevs av Stefan von Breuning 1960. Chariesthes obliquevittata ingår i släktet Chariesthes och familjen långhorningar. Inga underarter finns listade i Catalogue of Life.